# Egesina lanigera
Egesina lanigera là một loài bọ cánh cứng trong họ Cerambycidae.